# Porotrichum microthecium
Porotrichum microthecium är en bladmossart som beskrevs av C. Müller 1897. Porotrichum microthecium ingår i släktet Porotrichum och familjen Neckeraceae. Inga underarter finns listade i Catalogue of Life.